# Sortelha
Sortelha est un village portugais (freguesia) situé dans la municipalité de Sabugal. Il a comme particularité d’avoir un centre ancien médiéval très bien conservé. Le village possède un château médiéval (le Château de Sortelha) et une église datant de la renaissance. Il est construit à 760 m d'altitude et possède une superficie de 27,5 km2 pour une population de 444 habitants (en 2011). Le village est principalement construit en granit.

## Histoire
Sortelha est l'un des plus vieux villages du Portugal. Il est probablement bâti sur un ancien fort romain. Le village est construit dans un style médiéval. Au XIIe siècle, le roi Sanche Ier lance une opération de repeuplement de la région. Un siècle plus tard, en 1228, le roi Sanche II établit une charte pour le village et commence la construction du Château de Sortelha. Cette construction fait partie d'une opération milliaire défensive frontalière. À la suite du Traité d'Alcañices, en 1297, le village perd son intérêt stratégique. Cependant, Manuel Ier fait construire le Pilori de Sortelha qui est orné de ses armoiries et l'hôtel de ville. Les murailles qui englobent tous le village ont probablement été construites par le roi Denis Ier. L'église de la miséricorde est une église datant de la renaissance qui comporte des motifs arabo-hispanique sur la voute.

## Tourisme
Aujourd'hui, le bourg comportait 444 habitants en 2011 et est un site touristique fort recommandé au Portugal et même à l'étranger car elle est construite dans un style médiéval. Sortelha obtient en 2023 le label Meilleurs villages touristiques de l'Organisation mondiale du tourisme.
Les points touristiques majeurs de ce village sont: Le Château de Sortelha, le Pilori de Sortelha, l'Église de la Miséricorde, les chapelles São Sebastião et Santiago, l'église paroissiale et Pedra do Beijo et Cabeça de Velha, deux granites aux formes insolites. Non loin de Sortelha, se trouve la  Réserve naturelle de la Serra da Malcata.

## Étymologie
Le nom provient probablement du mot castillan "sortja" qui signifie anneau. En effet la ville et les roches granitiques qui l'entoure ont une forme d'anneau.